# Marca tipografica
La marca tipografica è il disegno, lo stemma o altra rappresentazione grafica, spesso accompagnata da un motto, con cui si distingue uno stampatore. Nei primi secoli della stampa a caratteri mobili fu utilizzata come marchio di fabbrica. Quando contraddistingue le pubblicazioni di un editore, o di una casa editrice, che non sia anche uno stampatore, è più propriamente detta marca editoriale.

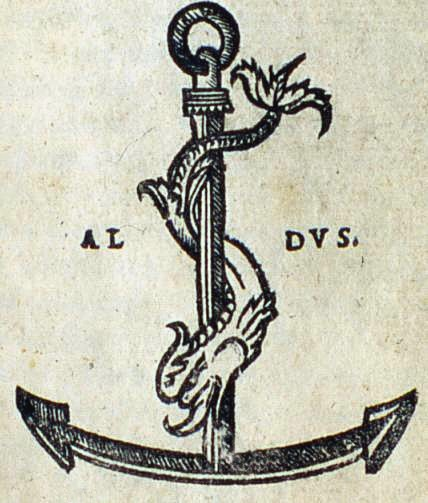
L'ancora aldina col delfino, la più famosa marca tipografica nella storia della stampa.

## Descrizione
All'epoca degli incunaboli (XV secolo) la marca tipografica appariva alla fine del volume, dopo il colophon. 
La più antica marca tipografica si trova nel Salterio di Magonza, opera del 1457 di Johannes Fust e Peter Schöffer. Una delle marche tipografiche più celebri in assoluto è quella dello stampatore e umanista veneziano Aldo Manuzio: un'ancora con un delfino attorno, che apparve per la prima volta nel volume secondo dei cosiddetti Poetae Christiani veteres, finito di stampare nel giugno 1502, dove la marca tipografica è posta all'inizio (nel fascicolo preliminare, a c. π8v), anche se non nella prima pagina, invece che, come solitamente avveniva prima di Aldo, alla fine del volume. 
Dal XVI secolo in poi le marche sono concepite per mettere in evidenza il nome dello stampatore e invitare alla decodifica del disegno, che va sempre oltre la semplice apparenza. Lo dimostra la marca dello stesso Manuzio: l'ancora e il delfino illustrano il motto latino Festina lente. Altri simboli utilizzati furono: l'unicorno, l'olivo, la nave, la fenice, il gatto col topo. Spesso la marca era collocata sia all'inizio, sul frontespizio, sia alla fine, al colophon: in tal caso poteva trattarsi della stessa marca ripetuta o di due marche, più o meno differenti.
Le marche tipografiche, cessata la loro funzione autenticatoria, sono divenute un elemento decorativo, artistico e tradizionale della tipografia.

## Disambiguazioni
È necessario distinguere la marca tipografica da alcuni concetti simili:
Marca di stampa
Segni stampati ai bordi di ciascun foglio di un libro, oppure una rivista o un giornale al servizio dei compositori, che se ne servono per mettere a fuoco il testo su una pagina, per controllare i colori e per definire la rilegatura.
Ex libris
Etichetta, solitamente ornata di figure e motti, che si applica su un libro per indicarne il proprietario (persona fisica) o la biblioteca proprietaria.
Logotipo
Comunemente detto “logo” in quanto formato principalmente da caratteri alfanumerici, elemento grafico che identifica un'azienda, un prodotto commerciale o, in generale, qualsiasi ente pubblico o privato.

## Esempi

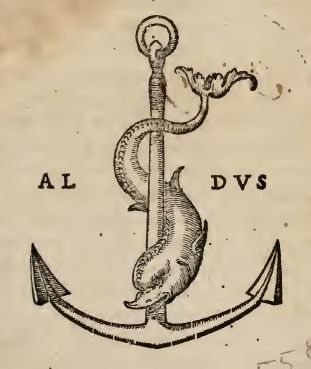
Variante dell'ancora aldina.
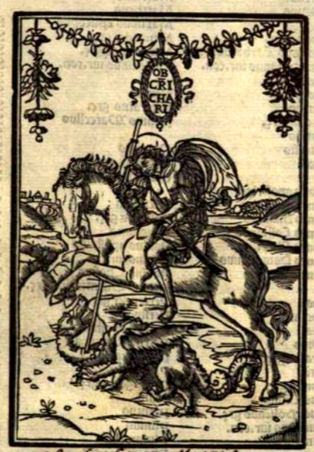
Marca di Giorgio Rusconi nel volume Polyanthea (1507).
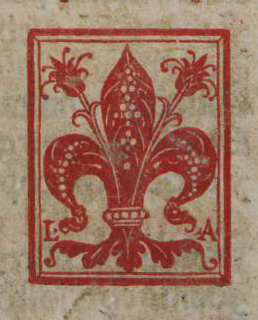
Il giglio giuntino (1521).
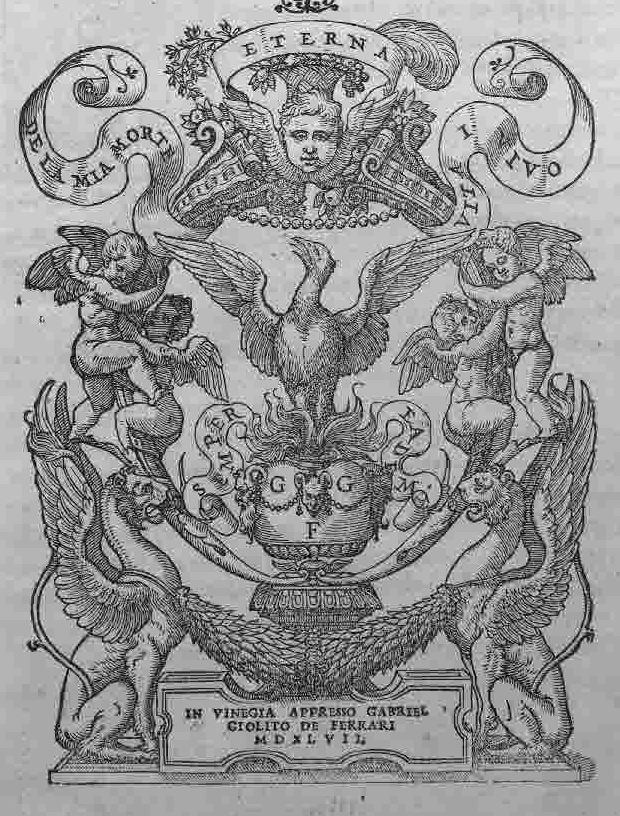
La fenice giolitina, con il motto De la mia morte eterna vita i(o) vivo (1547).
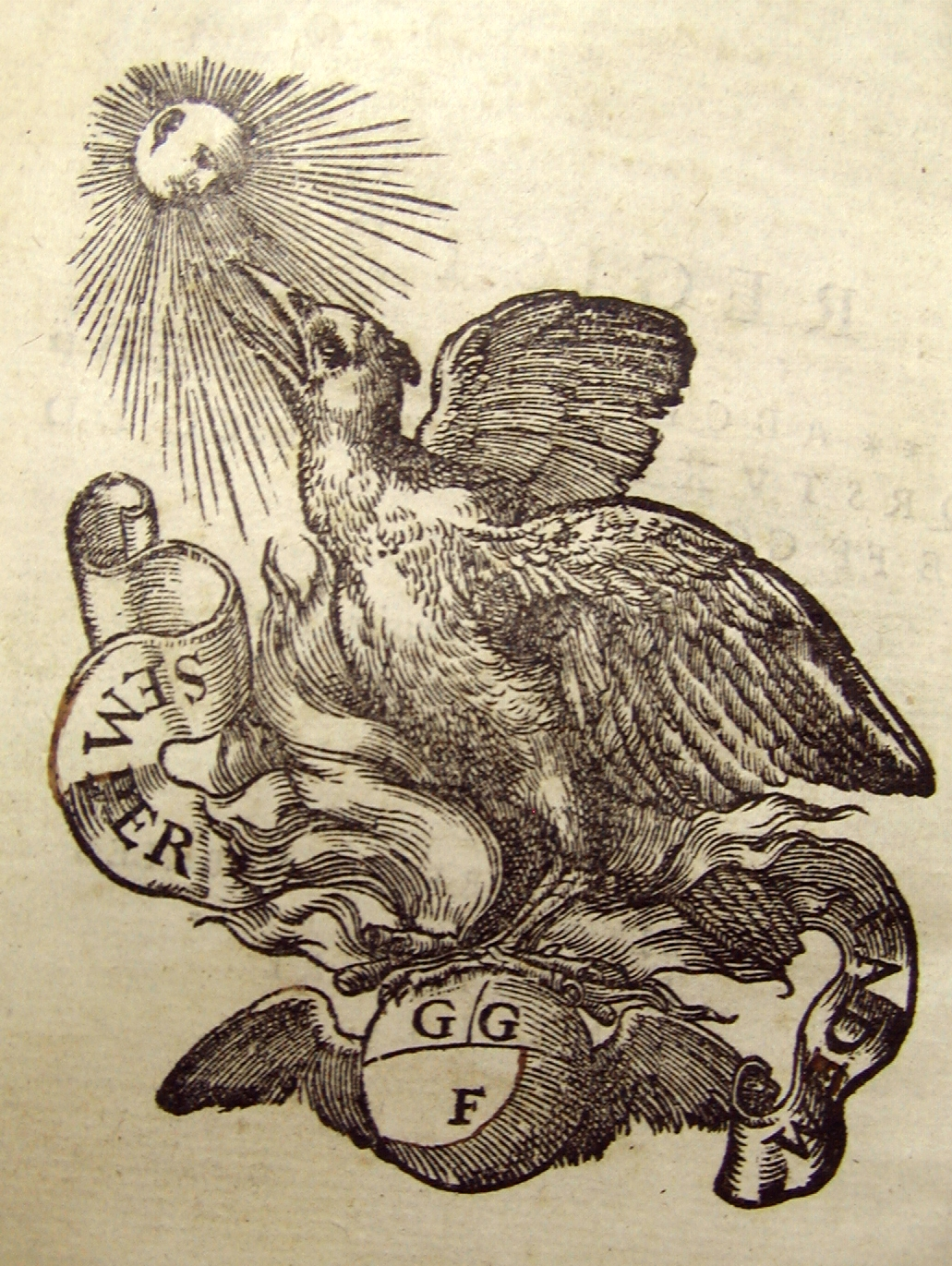
Altra fenice giolitina (1552), al colophon, diversa da quella sul frontespizio.
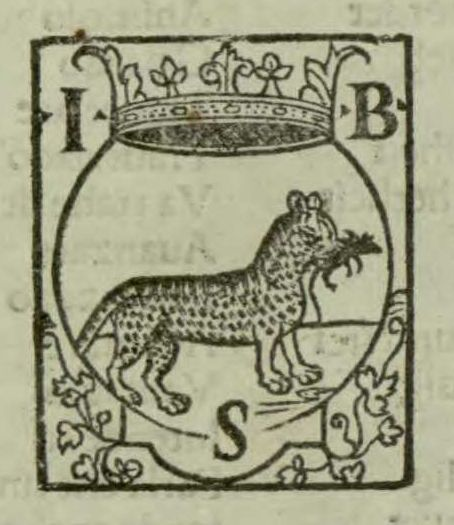
Il gatto col topo in bocca, la marca di Giovan Battista Sessa.
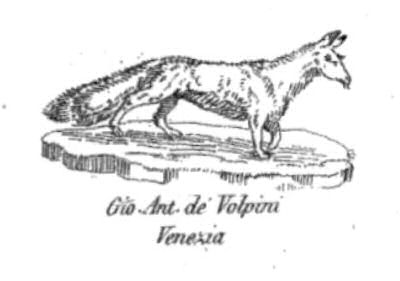
Volpe passante dei Volpini.
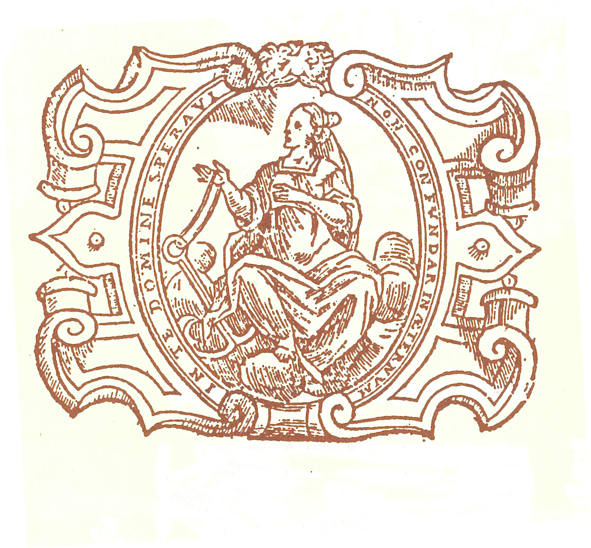
La marca tipografica di Guglielmo Facciotti